# Balebreviceps hillmani
Balebreviceps hillmani é uma espécie de anfíbio da família Microhylidae. É a única espécie do género Balebreviceps.
É endémica da Etiópia.
Os seus habitats naturais são: regiões subtropicais ou tropicais húmidas de alta altitude e matagal tropical ou subtropical de alta altitude.
Está ameaçada por perda de habitat.